# نیخته‌فخت
نیخته‌فخت (به هلندی: Nigtevecht) یک منطقهٔ مسکونی در هلند است که در استیختسه فخت واقع شده‌است. نیخته‌فخت ۱٬۴۵۰ نفر جمعیت دارد.